# Cemitério anglo-saxão de Street House
O cemitério anglo-saxão de Street House é um cemitério anglo-saxão, datado da segunda metade do século VII d.C, que foi descoberto na Street House Farm perto de Loftus, na autoridade unitária de Redcar e Cleveland, na Inglaterra. Monumentos que datam de 3300 a.C estão localizados nas proximidades do cemitério, que foi descoberto depois que fotografias aéreas revelaram a existência de um recinto retangular da Idade do Ferro. As escavações, realizadas entre 2005 e 2007, revelaram mais de uma centena de sepulturas que datam do século VII d.C e os restos de vários edifícios. Uma série de joias e outros artefatos foi encontrada, incluindo as joias usadas por uma jovem anglo-saxã de alto status enterrada em uma cama e coberta por um monte de terra.
A identidade da mulher é desconhecida, mas os artefatos e o layout do cemitério são semelhantes aos achados no leste e sudeste da Inglaterra. Há indícios contraditórios de se os ocupantes do cemitério eram cristãos ou pagãos, pois há sinais de ambas as tradições presentes. Talvez represente uma fusão das duas tradições durante o "Período de Conversão" quando o cristianismo estava tomando posse entre os anglo-saxões, mas rituais pagãos ainda não haviam sido deslocados, mesmo entre os cristãos. Arqueólogos sugeriram que a mulher e pelo menos algumas das pessoas enterradas ao seu redor podem ter migrado do sul, onde enterros eram mais comuns. Todos eles podem ter sido enterrados juntos no espaço de uma única geração, depois que o cemitério foi abandonado. Os achados foram adquiridos pelo Kirkleatham Museum, Redcar, em 2009 e estão em exposição lá desde 2011.

## Antecedentes
As proximidades da Street House Farm, localizada em Upton Hill ao nordeste da cidade de Loftus, é conhecida pelos arqueólogos há algumas décadas como uma área de interesse. Uma estrutura mortuária e mortuária de cerca de 3300 a.C, na qual um carrinho de mão redondo foi construído na Idade do Bronze, foi escavada ao longo de três estações entre 1979 e 1981. Em 1984, o arqueólogo Blaise Vyner descobriu os restos de uma estrutura enigmática que ele chamou de "Street House Wossit" (uma contração do "what-is-it"). Este era um círculo segmentado de 56 postes de madeira construídos por volta de 2200 a.C. No centro da estrutura, que tinha aproximadamente 8 m de largura, havia dois postes em forma de D circundados por um banco de pedra levantado. Após um curto período de uso, o Wossit foi desmontado e os postes queimados. Seu propósito é desconhecido, mas é provável que tenha tido algum tipo de significado religioso ou culto.

## Escavações
Um dos envolvidos na escavação de 1979-81, o arqueólogo Steve Sherlock, decidiu retornar ao local depois que fotografias aéreas revelaram a presença de um recinto retangular da Idade do Ferro nas proximidades dos monumentos da Idade do Bronze. As escavações iniciais foram realizadas durante dez dias em setembro de 2004. Pensou-se inicialmente que o local era puramente da Idade do Ferro ou talvez Romano-Britânico. Uma escavação mais profunda foi realizada em julho de 2005 depois que um levantamento geofísico revelou a existência de uma grande casa redonda, datada da Idade do Ferro, no centro do recinto. O trabalho revelou três casas redondas, várias valas da Idade do Ferro e uma série de fossas que eram evidentemente sepulturas. O último veio como uma surpresa completa e foi encontrado desde o período anglo-saxão. Vários artefatos datando entre 650 e 700 d.C foram escavados, mas nenhum osso foi recuperado, pois o solo ácido havia destruído qualquer material orgânico há muito tempo. Trinta túmulos foram encontrados durante a escavação inicial. Em 2006, os arqueólogos voltaram a procurar o assentamento que acreditavam estar associado às sepulturas. Há exemplos em outros lugares, como na Travessia de Garton Green Lane, no Yorkshire Wolds,de túmulos do século VII associados a monumentos pré-históricos, e inicialmente se pensava que os túmulos da Street House eram um exemplo semelhante. No entanto, a escavação descobriu outras doze sepulturas. Percebeu-se que o cemitério era muito maior do que se pensava, então no ano seguinte foi tentado um levantamento arqueológico de todo o local. Um total de 109 sepulturas foram encontradas no final da escavação de 2007, formando um monumento complexo disposto em uma forma quadrada única em torno de um monte central, um enterro de cama e um edifício que possivelmente serviu como um necrotério. Outras escavações foram realizadas em 2010 e 2011 para examinar um cairn neolítico e um monte da Idade do Bronze encontrados perto do cemitério, bem como para investigar duas áreas dentro do recinto da Idade do Ferro. Em 2012, a uma nova escavação encontrou as ruínas de uma grande vila romana da datando de cerca de 370 d.C., que possivelmente havia sido usada por um importante chefe romano-britânico. Ele estava localizado apenas cerca de 100 metros ao sul das sepulturas saxãs e teria sido parte de uma propriedade agrícola.

## Layout das sepulturas
O cemitério consiste em linhas limpas de sepulturas dispostas em um alinhamento leste-oeste, cobrindo uma área quase quadrada de cerca de 36 por 34 metros, em um layout não visto em qualquer outro cemitério anglo-saxão conhecido. O recinto dentro do qual o cemitério foi disposto era muitos séculos mais antigo, datando de cerca de 200 a.C.; o estabelecimento de um cemitério dentro de seus limites foi provavelmente destinado a servir como um elo deliberado com o passado. Ainda teria sido claramente visível nos tempos saxões. O layout do cemitério parece ter refletido conscientemente o do recinto anterior, com sua aparente entrada principal alinhada com a do recinto.
A maioria dos túmulos foram dispostos de forma altamente ordenada com uma fila dupla nos lados norte e sul. Cada sepultura foi fixada a 2,5 metros de distância em um eixo leste-oeste e 2 metros de distância de norte a sul. Nenhum foi intercalado. Eles foram dispostos em um padrão que formou um recinto quadrado, com uma lacuna no lado sul formando uma entrada principal e outra menor lacuna no lado leste formando uma entrada secundária ou saída. O grau de precisão visível no layout sugere fortemente que o cemitério foi planejado com antecedência.
Existem vários grupos de túmulos, numerando cerca de 22% do total, que não se encaixam no plano quadrado geral do cemitério. Alguns deles parecem ter sido enterros mais antigos, possivelmente romano-britânicos, mas os outros podem ter sido dispostos por diferentes grupos de pessoas nos tempos saxões. O mais notável desses enterros "fora do padrão" é o da mulher apelidada de "Princesa Saxã" perto do centro do recinto. Embora seu enterro tenha atraído mais atenção pela qualidade de seus achados, pode não ter sido o túmulo mais importante do cemitério. Um segundo monte maior estava a uma curta distância, parcialmente cercado por uma vala anel. Nenhum enterro foi encontrado dentro e o monte foi interpretado como um mausoléu ou memorial a um indivíduo importante. Vale ressaltar que a "Princesa Saxã" e uma série de enterros no quadrante nordeste do cemitério foram organizados em um arco ao redor do monte, sugerindo que ele pode ter sido visto como o ponto focal do cemitério.
A descoberta do alinhamento leste-oeste das sepulturas levou a sugestões de que o cemitério refletia a tradição cristã, embora as evidências em geral sejam contraditórias sobre se os ocupantes eram cristãos. As sepulturas individuais eram bastante uniformes em tamanho, geralmente medindo 2 metros de comprimento, 0,8 metros de largura e em sua forma original cerca de 0,6 metros de profundidade. Eles tinham um plano retangular com cantos arredondados e uma base plana. Os corpos não foram enterrados em caixões; os ocupantes dos túmulos foram enterrados em suas roupas, acompanhados por vários itens que possuíam ou eram dados como símbolos pelos enlutados. Embora nenhum dos corpos tenha sobrevivido, acredita-se pelo seu tamanho que a maioria dos túmulos eram destinados a mulheres, totalmente estendidos. Um número substancial é muito pequeno para um adulto de altura normal ter sido disposto de tal forma e, a julgar por sepulturas saxãs análogas encontradas em outros lugares da Inglaterra, acredita-se que estes poderiam ter contido enterros agachados. Os dois métodos diferentes de sepultamento – agachados versus totalmente estendidos – podem, portanto, indicar alguma diferença nas afiliações étnicas ou identidades políticas ou religiosas.
Algumas das sepulturas são marcadas por pedras triangulares simples em uma extremidade. Estes não são esculpidos ou inscritos com nomes como em cemitérios cristãos, mas são semelhantes aos marcadores encontrados em cemitérios pagãos. Algumas sepulturas são interrompidas por buracos de estaca cortados neles, possivelmente indicando a presença de postes de madeira que poderiam ter servido como marcadores ou estruturas de madeira apoiadas dentro das sepulturas. Isto é incomum no norte da Inglaterra, embora exemplos comparáveis tenham sido encontrados em Kent, no sudeste.
Além das sepulturas, vários prédios ficavam dentro do cemitério. Uma estrutura retangular maior com um alinhamento leste-oeste, identificada a partir de postais deixados no chão, ficou no lado leste. Foi interpretado como uma capela ou santuário. Um pequeno grubenhaus – um tipo de edifício afundado – que se acredita ter sido usado como capela mortuária estava localizado perto da área central do cemitério. Uma casa redonda da Idade do Ferro também havia sido localizada dentro do quadrante noroeste, mas não estava mais parada no momento em que o cemitério foi colocado. Todos esses edifícios teriam ficado na crista de um cume, e teriam sido especialmente proeminentes para os viajantes que chegam do sul.
O cemitério parece ter sido colocado em uma única ocasião e usado por apenas um curto período de tempo. Acredita-se que os enlutados teriam entrado pelo lado sul e se reunido na área sudoeste vazia do cemitério antes de seguir para o santuário para realizar os ritos funerários. Depois de entrelaçar o falecido em uma sepultura, eles podem ter usado a entrada leste para deixar o cemitério. Alternativamente, diferentes grupos de pessoas podem ter usado as duas entradas, talvez refletindo o fato de que algumas das sepulturas não se encaixam no plano quadrado geral e, portanto, podem pertencer a um grupo diferente.

## Artefatos
Foram encontrados 64 túmulos individuais, que compreendem 59% do total no cemitério, contendo artefatos. Certos tipos de artefato podem ajudar a identificar o sexo dos ocupantes; túmulos masculinos, por exemplo, tendem a conter armas e ferramentas, enquanto as femininas estão associadas a joias, tesouras e chatelaines. (ganchos de cinto) que foram usadas para suspender chaves ou pequenas ferramentas. 34 dos túmulos continham tais bens específicos de gênero, dos quais 19 estavam associados ao sexo feminino e 15 com homens. As sepulturas femininas parecem ter sido predominantemente localizadas no norte e oeste do cemitério e os machos no sul e leste. É possível que os túmulos emparelhados possam ter sido os de cônjuges, um padrão que é aparente dos cemitérios saxões em outros lugares do país.
15 das sepulturas continham contas e itens de trabalho em ferro foram encontrados em 25 sepulturas. A seax (um tipo de espada curta com uma lâmina em uma borda) foi encontrado na sepultura 29 e foi a única arma encontrada no cemitério. A descoberta de tais armas como é extremamente rara, pois seu valor significava que elas eram normalmente passadas de pai para filho em vez de serem enterradas com uma pessoa. Originalmente mediam cerca de 55 centímetros de comprimento, mas tinha quebrado em quatro pedaços, e parte do pommel e alça também sobreviveu. Sua lâmina tinha sido decorada com um padrão perfurado ao longo da borda superior. Facas domésticas menores foram encontradas em 19 sepulturas, bem como outros itens feitos de ferro, como fivelas de cinto e conjuntos de chaves. Na sepultura 81, duas pedras para afiar facas foram descobertas junto com as próprias facas, uma apoiada em cima de cada pedra de whetstone.
Uma variedade de joias, contas e encantos também foi encontrada. No total, 100 contas foram recuperadas de 16 túmulos, embora apenas duas tivessem mais de 10 contas. O pequeno número de contas encontradas nas 14 sepulturas restantes é um indicativo de como os estilos mudaram; no século VI era costume as mulheres usarem até 100 contas relativamente simples de cada vez na forma de colares, mas em meados do século VI, a moda era para um pequeno número de contas de alta qualidade que podem ter sido anexadas com arame ou transportadas em um saco. Uma descoberta muito incomum foi feita na sepultura 21 – os remanescentes de um colar composto por oito contas e duas moedas de ouro da Idade do Ferro cunhadas pela tribo Corieltauvi da moderna Lincolnshire algum tempo entre 15-45 d.C, antes da conquista romana da Grã-Bretanha. Buracos foram perfurados nas moedas, que tinham mais de 600 anos quando foram enterradas, para convertê-las em itens de joias. Sua excelente condição sugere que eles não tinham sido usados por muito tempo, ou em tudo, como moeda; é possível que eles tenham sido parte de um tesouro enterrado logo após serem cunhados e foram redescobertos durante os tempos saxões. A descoberta de moedas romanas em um túmulo saxão deste período é única no cemitério Street House. É provável que eles foram valorizados por causa dos desenhos em forma de cruz no reverso das moedas.
Um pingente de ouro elaborado foi encontrado na sepultura 10, juntamente com três contas; todos os quatro tinham sido aparentemente usados juntos em uma corrente ou um fio, que não sobreviveu. Embora seja pequena – apenas 27 milímetros (1,1 cm) de diâmetro – é intrincadamente decorada com uma filigrana de ouro na forma de figuras de oito (embora a semelhança em forma com o numeral seja meramente coincidência). Seu design é típico de joias feitas após 650 d.C e exemplos comparáveis foram encontrados em outros lugares em Yorkshire. Na sepultura 70, um pingente de ouro medindo 44 milímetros (1,7 em) de diâmetro foi encontrado durante a escavação de 2007. É decorado com filigranas elaboradas como o broche, mas também incorpora quatro configurações circulares, cada uma delas instado com uma pedra preciosa vermelha, embora apenas duas das pedras tenham sobrevivido. Várias contas foram encontradas ao lado do pingente e parecem ter sido parte do colar do qual fazia parte.

Jewellery found in the Street House cemetery
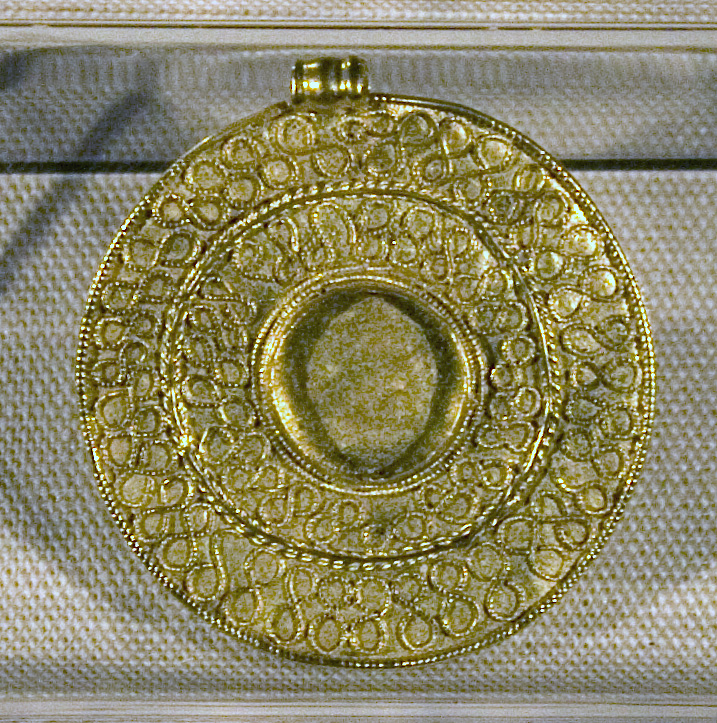
Broche encontrado na sepultura 10
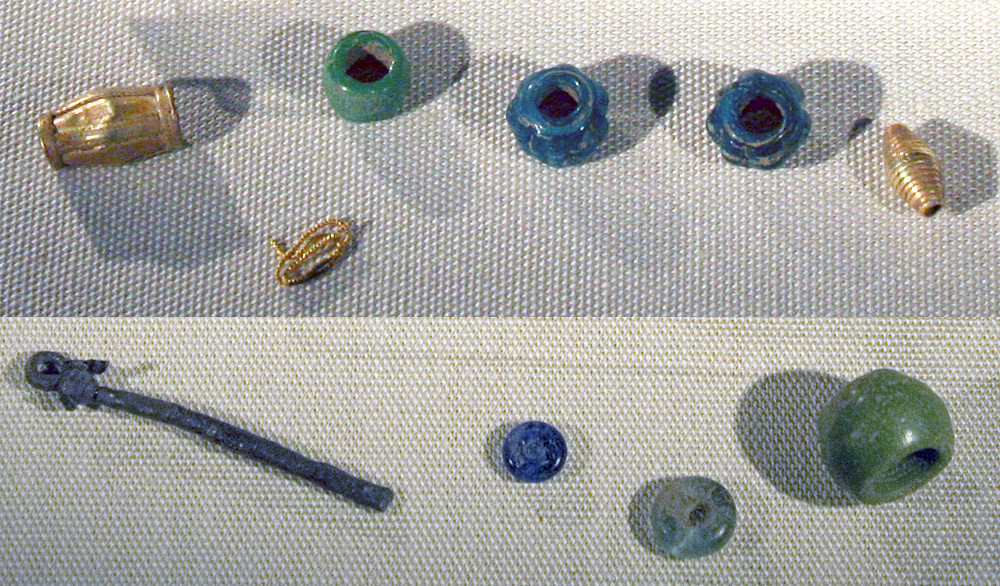
Contas encontradas nas sepulturas 10 e 70
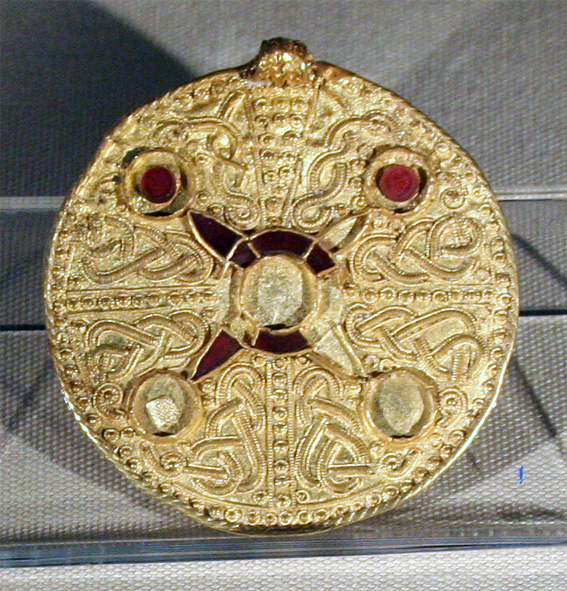
Broche encontrado na sepultura 70

## O enterro da "Princesa Saxã"

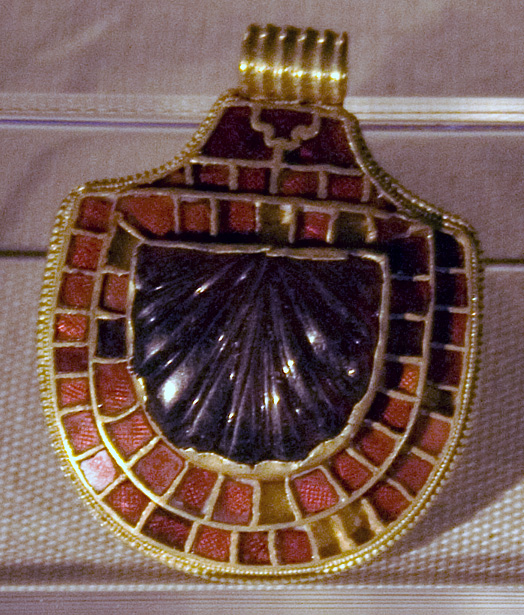
A joia em forma de vieira encontrada na sepultura 42 junto com os restos de uma cama em que uma mulher de alto status foi enterrada

O túmulo mais importante, e o mais espetacular conjunto de artefatos, foi encontrado perto do centro do cemitério. A sepultura 42 era um poço profundo e largo no qual um indivíduo de alto status foi enterrado em cima de uma cama de madeira com acessórios de ferro. O corpo deitado na cama era provavelmente o de uma mulher de ascendência nobre de alto escalão, possivelmente realeza, já que a quantidade e a qualidade das joias encontradas na sepultura é um indicativo de uma mulher no topo da sociedade anglo-saxã. Tais enterros são altamente incomuns; apenas uma dúzia é conhecida em todo o Reino Unido, e a da Street House é a mais conhecida no norte.
Embora nada restou do corpo ou da cama, artefatos sobreviventes e os 56 pedaços de ferragens que mantiveram a cama unida permitiram que o enterro fosse reconstruído em detalhes consideráveis. A cama era feita de madeira de cinza, mantida junto com uma variedade de placas de ferro, chuteiras, grampos, pregos, estadias e pergaminhos decorativos. Ela media 1,8 por 0,8 metros e pode ter sido coberto com um toldo ornamental ou lona, talvez feito de pano sobre postes de madeira. Vestígios de pano mineralizado e grama ou palheta foram encontrados ainda presos a algumas das unhas, indicando a possível natureza do colchão. Duas peças de ferragens mostraram sinais de reparação e reutilização, sugerindo que o leito estava em uso algum tempo antes do enterro e não foi especialmente feito para o sepultamento. Isso levanta a possibilidade de que a cama era da falecida ou uma cama significativa de outra pessoa. Pode ter sido desmontado em outro lugar, levado ao cemitério e remontado e reparado para que pudesse ser usado para o enterro.
As joias consistem em três pingentes de ouro, duas contas de vidro, uma conta de arame de ouro, e um fragmento de um pino de cabelo a jato. Os pingentes e contas parecem ter sido amarrados juntos, provavelmente formando um colar que estava no lugar ao redor do pescoço do corpo. Duas das peças consistem em pendentes de cabochon de ouro com joias, enquanto a terceira é uma joia em forma de escudo muito elaborada incrustado com 57 granadas vermelhas e uma gemla maior em forma de vieira no centro. As granadas repousam sobre uma fina camada de folha de ouro para refletir a luz e aumentar sua luminosidade. Pode ter sido criado a partir de peças recicladas de joias antigas, como o tamanho, forma e espessura da granada individual são todos diferentes.
A qualidade da peça é notável e comparável à dos artefatos encontrados no famoso cemitério anglo-saxão de Sutton Hoo, em Suffolk. Seu design é único e não tem paralelos conhecidos em outros lugares anglo-saxões; seu criador deve ter sido um dos melhores artesãos do país em sua época. Sua forma é um elo significativo com o cristianismo primitivo. A vieira tinha sido associada ao amor, fertilidade e nascimento e era um símbolo das deusas clássicas Afrodite e sua contraparte romana Vênus, que teria flutuado em terra em uma concha de vieira (como na famosa representação de Sandro Botticelli O Nascimento de Vênus). No século IV, no entanto, os cristãos haviam adotado a vieira como um símbolo de renascimento através do batismo e da vida como uma jornada para um reencontro celestial com Deus. Passou a ser particularmente associado a peregrinações e mais tarde foi adotado como um distintivo de peregrino.
Uma análise realizada com fluorescência de raios-X descobriu que o pingente foi feito de uma liga de ouro altamente degradada, com apenas 37% da liga composta de ouro e o restante consistindo de prata com algum cobre. É provável que o ouro veio de moedas derretidas da dinastia merovíngia de Francia. A moeda franca sofreu uma degradação semelhante por volta desta época. A ligação com Francia é ilustrativa dos laços comerciais e culturais que existiam entre a Inglaterra anglo-saxã e a Europa continental na época.
Uma sepultura encontrada a uma curta distância também continha joias, incluindo um pingente de ouro, broche de prata e contas de vidro. Acredita-se que o ocupante possa ter tido uma ligação próxima com a mulher no enterro da cama – talvez um parente ou uma dama de companhia que foi enterrada com sua amante.

## Interpretações e contexto histórico

Mapa da Grã-Bretanha no início do século VII

Na época do uso do cemitério na última parte do século VII, a Grã-Bretanha foi dividida em vários reinos governados por diferentes grupos étnicos – os pictos nativos no norte (no que hoje é a Escócia), os britânicos nativos no oeste do que é hoje Inglaterra, País de Gales e sudoeste da Escócia, e os ângulos imigrantes, Saxões e Jutas no leste e sul da Inglaterra moderna e sudeste da Escócia. Até o início do século VII, o nordeste da Inglaterra e partes da Escócia eram governados por dois reinos saxões: Deira na moderna Yorkshire, e Bernicia do norte do rio Tees até o Firth of Forth. Na época dos enterros, os dois reinos haviam se fundido para formar o poderoso reino da Nortúmbria.
Havia conexões consideráveis – políticas, comerciais e culturais – entre os reinos anglo-saxões e isso é demonstrado no cemitério encontrado na Street House. A prática de enterrar pessoas em camas parece ter sido muito incomum no norte; A maioria dos enterros encontrados até agora foram no sul da Inglaterra, em Cambridgeshire, Essex, Suffolke Wiltshire. credita-se que vários dos broches e contas encontradas nas sepulturas tenham vindo de Kent e algumas das joias e contas têm fortes paralelos com achados de East Anglia. As moedas de ouro da Idade do Ferro encontradas em uma sepultura vieram de uma tribo que vivia em East Midlands, o que sugere que seu proprietário, da mesma forma, não era local.
A identidade da mulher na cama não é conhecida, mas os arqueólogos que escavaram o local sugeriram que ela era "uma membro feminina da aristocracia local, provavelmente uma princesa e uma estranha, cujo status pessoal era forte o suficiente para agir como um catalisador para o local"  que seus companheiros eram similarmente "um grupo de pessoas de alto status de fora da região". A expectativa média de vida na época era curta – apenas 32 anos para homens e 28 anos para mulherespor isso é possível que o cemitério tenha sido usado exclusivamente por membros da comunidade "princesa" e deixou de ser usado quando o último membro morreu. Isso se encaixaria com seu curto período de uso, talvez apenas 30 anos ou mais, a julgar pela idade dos artefatos encontrados durante as escavações. Steve Sherlock, t o descobridor do local, acredita que ela foi enterrada primeiro e que as outras sepulturas foram cavadas em torno dela depois.o lado de seu túmulo está um provável túmulo masculino, ao qual pode estar ligado. A proximidade dos túmulos e sua compensação do resto dos túmulos no cemitério levantam questões sobre se os ocupantes estavam relacionados.
O cemitério dá algumas dicas para as conexões locais da mulher e afiliações religiosas. Ela foi enterrada em torno ou logo após a época em que Santa Hilda de Whitby estava ativa na região, primeiro na Abadia de Hartlepool, depois na Abadia de Whitby,que foi fundada em 657. A mulher pode muito bem ter conhecido Santa Hilda, que veio de um fundo aristocrático semelhante e viveu por um tempo em East Anglia, onde enterros de camas eram mais comuns. Não está claro, no entanto, se a mulher também era cristã. Características como a orientação tipicamente cristã leste-oeste dos túmulos foram citadas em apoio a uma afiliação cristã, mas, por outro lado, o cemitério foi construído em um antigo local pagão e não há nenhuma razão óbvia para que uma princesa cristã não teria sido enterrada em Whitby ao lado de outros cristãos. Como o cristianismo estava se espalhando por toda a região neste momento, as possíveis características cristãs do cemitério poderiam ser devido simplesmente à convenção social local favorecendo alguns estilos cristãos em rituais funerários, mesmo para não-cristãos. Steve Sherlock considera o enterro na cama como "estridentemente pagão, uma espécie de raro equivalente feminino de enterros em navios, como ela é colocada em um veículo para entregá-la ao pós-mundo", no entanto, ele sugere que ela pode ter sido o centro de um culto pagão que estava ativo ao lado de cristãos locais.
Outros argumentam que o cemitério representa uma fusão dos costumes cristãos e pagãos saxões. Foi só no final do século VII que a prática de enterrar pessoas em terreno consagrado ao redor de uma igreja tornou-se a norma. Há exemplos de cristãos conhecidos sendo enterrados de forma ostensivamente pagã, como foi o caso da princesa kentish do final do século VII Eormengyth, irmã da abada de Minster-in-Thanet. Ela foi enterrada em um tumulus tradicional a uma milha a leste da minster de sua irmã. John Blair argumenta que a Igreja no início da Inglaterra saxã pode ter tolerado que os cristãos recebessem ritos pagãos devido ao efeito "cristianismo" que isso teria tido em um local pagão. Isso teria sido consistente com o conselho dado pelo Papa Gregório, o Grande, em 601, de que os santuários saxões deveriam ser convertidos ao uso cristão, em vez de serem destruídos, e que festivais e ritos pagãos deveriam ser convertidos em cristãos. Nessa interpretação, o cemitério pode simbolizar a continuidade entre o passado pagão e o presente cada vez mais cristianizado.

## Conservação, aquisição e exibição

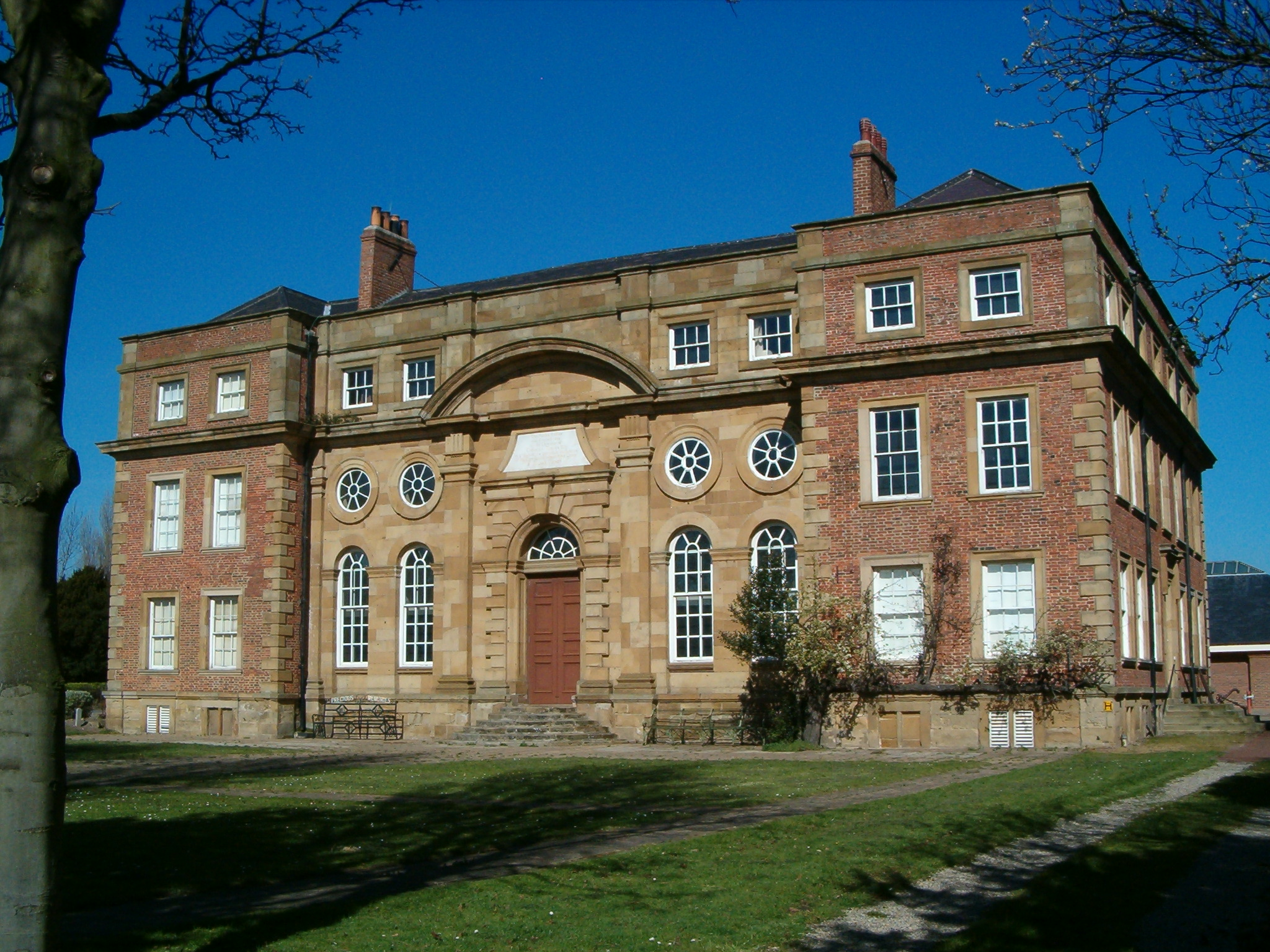
Kirkleatham Old Hall Museum, onde os achados da Street House estão em exibição

A descoberta foi anunciada em 20 de novembro de 2007 e várias das descobertas foram exibidas à imprensa no Museu Kirkleatham, perto de Redcar. Ashok Kumar, o membro local do Parlamento na época, emprestou seu apoio a uma campanha para manter os artefatos em Redcar e Cleveland, dizendo: "É essencial que eles sejam mantidos nesta área no Museu Kirkleatham e não apenas depositados em um museu em Londres onde não haveria garantia de exposição permanente. Eu... quero ver esses tesouros mantidos aqui para que as pessoas locais e os escolares possam vê-los como parte de seu patrimônio local e como um auxílio à sua compreensão do passado." A Ministra da Cultura, Margaret Hodge,confirmou em um debate na Câmara dos Comuns que o Museu Britânico não se oporia à aquisição dos achados por Kirkleatham.
O legista de Teesside realizou um inquérito em 12 de Outubro de 2008 que descobriu que os achados eram tesouros sob os termos da Lei do Tesouro de 1996. As regras do tesouro exigem que um painel de especialistas determine o valor de mercado de um achado, metade dos quais é pago ao localizador e a outra metade ao proprietário. No entanto, o proprietário da Street House renunciou a sua parte porque ele queria garantir que um museu local seria capaz de comprar os artefatos. O Heritage Lottery Fund forneceu ao Museu Kirkleatham uma doação de £274.000 para financiar a compra e criar uma nova galeria anglo-saxã para exibir os artefatos.
Os achados foram comprados pelo museu em abril de 2009 e foram conservados por especialistas da Durham University e da York Archaeological Trust. Usando ferramentas do período anglo-saxão, uma réplica da cama foi criada para a exposição por Richard Darrah, e o ferreiro Hector Cole. Um curta-metragem sobre a princesa foi feito no museu anglo-saxão de Bede's World em Jarrow com narração de Stephen Tompkinson. Antes da abertura da exposição em Kirkleatham, os achados foram expostos por cinco dias em maio de 2011 na Prefeitura de Loftus, onde atraíram cerca de 1.700 visitantes.
A exposição em Kirkleatham provou ser extremamente popular; em outubro de 2011, já havia atraído mais de 28 mil visitantes em apenas quatro meses. Em abril de 2012 a exposição atraiu ainda mais elogios quando o museu ganhou o prestigioso título do Museu Renascentista no Prêmio Anual do Conselho de Revistas e Artes.